# Dodson (Louisiana)
Dodson és una població dels Estats Units a l'estat de Louisiana. Segons el cens del 2000 tenia 357 habitants.

## Demografia
Segons el cens del 2000, Dodson tenia 357 habitants, 140 habitatges, i 102 famílies. La densitat de població era de 61,3 habitants/km².
Dels 140 habitatges en un 29,3% hi vivien nens de menys de 18 anys, en un 54,3% hi vivien parelles casades, en un 12,9% dones solteres, i en un 27,1% no eren unitats familiars. En el 24,3% dels habitatges hi vivien persones soles el 12,1% de les quals corresponia a persones de 65 anys o més que vivien soles. El nombre mitjà de persones vivint en cada habitatge era de 2,55 i el nombre mitjà de persones que vivien en cada família era de 3,03.
Per edats la població es repartia de la següent manera: un 28,6% tenia menys de 18 anys, un 7,3% entre 18 i 24, un 24,1% entre 25 i 44, un 27,5% de 45 a 60 i un 12,6% 65 anys o més.
L'edat mediana era de 36 anys. Per cada 100 dones de 18 o més anys hi havia 90,3 homes.
La renda mediana per habitatge era de 25.536 $ i la renda mediana per família de 30.625 $. Els homes tenien una renda mediana de 29.000 $ mentre que les dones 21.250 $. La renda per capita de la població era de 10.452 $. Entorn del 19,2% de les famílies i el 29,9% de la població estaven per davall del llindar de pobresa.

## Poblacions més properes
El següent diagrama mostra les poblacions més properes.